# Jim Kelly (aktor)
Jim Kelly, właśc. James Milton Kelly Daniels pseud. Dragon (ur. 5 maja 1946 w Paris, zm. 29 czerwca 2013 w San Diego) – amerykański sportowiec, aktor, tenisista i praktyk sztuk walki, który zyskał znaczną popularność w latach 70 – XX wieku, jako główna gwiazda filmów tzw. blaxploitation, najlepiej znany z roli Williamsa w filmie Roberta Clouse Wejście smoka (1973) z Bruce’em Lee.

## Życiorys

### Wczesne lata
Urodził się w Millersburg w stanie Kentucky. Jego ojciec prowadził wypożyczalnię szafek dla personelu marynarki wojennej. Dorastał w Paris, gdzie uczęszczał do Bourbon County High School. Tam grał w koszykówkę i futbol amerykański. Porzucił rozpoczęte studia na University of Louisville, aby skupić się na treningach sztuk walki w Sin Kwan The (Shaolin-Do) w Lexington, głównie Okinawanu karate.

### Kariera
W 1971 przeprowadził się do Long Branch w Kalifornii. Zaczął budować reputację, wygrywając turnieje i zostając mistrzem świata w wadze średniej. Otworzył własne Dojo, gdzie został instruktorem, a jednym z jego uczniów był aktor Calvin Lockhart, szykujący się do występu w filmie Melinda. W efekcie tej współpracy Kelly’emu zaproponowano również rolę instruktora sztuk walki.
Największą popularność i rozpoznawalność przyniosła mu postać Williamsa w legendarnym filmie sztuk walki – Wejście smoka z 1973, gdzie wystąpił u boku Bruce’a Lee. Rola w tym filmie zapewniła mu kolejne angaże, dzięki czemu stał się on jednym z głównych aktorów kina z gatunku blaxploitation przeznaczonego dla czarnoskórej publiczności. Zagrał wówczas w takich produkcjach, jak Black Samurai, Golden needles, Black belt Jones czy Three the hard way, a także wystąpił w licznych niskobudżetowych produkcjach tamtego okresu. Wystąpił także w dwóch odcinkach serialu Autostrada do nieba.
Po zakończeniu kariery aktorskiej był instruktorem tenisa, po raz ostatni w filmie wystąpił w filmie Afro Ninja w 2009.
Zmarł 29 czerwca 2013, w swoim domu w San Diego na skutek choroby nowotworowej.

## Filmografia
- Melinda (1972)
- Wejście smoka (1973)
- Black Belt Jones (1974)
- Three the Hard Way (1974)
- Golden Needles (1974)
- Take a Hard Ride (1975)
- Hot Potato (1976)
- Black Samurai (1977)
- The Tattoo Connection (1978)
- Death Dimension (1978)
- The Amazing Mr. No Legs (1981)
- One Down, Two To Go (1982)
- Stranglehold (1994)
- Macked, Hammered, Slaughtered and Shafted (2004)
- Afro Ninja Destiny (2009)
- Afro Ninja (2009)

## Występy w serialach
- Autostrada do nieba (1985/1986) (2 odcinek)